# Syntormon pennatum
Syntormon pennatum är en tvåvingeart som beskrevs av Ringdahl 1920. Syntormon pennatum ingår i släktet Syntormon, och familjen styltflugor. Arten har ej påträffats i Sverige.